# Lánszki Regő
Lánszki Regő (teljes nevén Lánszki Regő Balázs; (Debrecen, 1980. július 26.) magyar építész, ingatlanszakértő, az ötödik Orbán-kormány Építési és Közlekedési Minisztérium (korábbi: Építési és Beruházási Minisztérium) építészeti államtitkára, országos főépítész.

## Tanulmányai, nyelvtudása
1998-ban a budapesti Városmajori Gimnáziumban érettségizett. 2004-ben a Füti Omega Kft. képzésén szerzett Ingatlanközvetítő és Értékbecslő szakképesítést, majd 2005-ben a Budapesti Műszaki és Gazdaságtudományi Egyetem Építészmérnöki karán szerzett diplomát. 2010-ben ugyanitt ingatlanszakértő oklevélre tett szert. 2012-2013 között az Építőmérnöki Kar, Magasépítési Tanszékén Integráló Építés I. és II. tantárgyakból gyakorlatvezetőként adott órákat.
Angol nyelven tárgyalóképes szinten beszél.

## Szakmai pályafutása
Építész karrierje kezdetén látványterveket, hasznosítási koncepciókat, műszaki állapotfelméréseket majd teljes körű ingatlanhálózat fejlesztéseket készített. 2003-tól 2012-ig az építészet mellett ingatlanfejlesztések támogatását, ingatlanpiaci tanácsadást végzett, valamint átfogó építészeti-, beruházás megelőző és műszaki elemzésekben vett részt. Kiemelt területe a városfejlesztési stratégiák és az okos város stratégiák készítése.
2006-tól saját vállalkozást vezette. Tevékenységi körébe foglalható határon inneni és túli ingatlanok, műemlékek épületdiagnosztikai vizsgálatai, műszaki átvilágításai (TDD), ingatlanok értékelése és hasznosításának vizsgálata.
2006-2019 között a BUDÉP Kft. felügyelőbizottságának tagja.
2008-2014 között a II. Kerületi Városfejlesztő Zrt. felügyelőbizottságának elnöke.
2012-2014 Budapesti Városfejlesztési és Városrehabilitációs Vagyonkezelő Zrt.-nél vezérigazgató, ahol feladata volt az Óbudai Gázgyár területének kezelése, kármentesítés ellenőrzése, a terület hasznosításának előkészítése, fejlesztése. Komplex városi tematikus terület létrehozása a kapcsolódó kötelezettségekkel. A területen lévő Víz- és kátránytorony együttes, valamint az Óraház hasznosításának előkészítése Építészeti Múzeum, illetve Médiamúzeum funkciókkal. Hasznosítási és Üzemeltetési pontok kidolgozása.
2015-2017 Budapesti Városarculati Nonprofit Kft. felügyelőbizottságának elnöke.
2015-2019 között a Budapest Főváros Vagyonkezelő Központ Zrt. igazgatósági tagja.
2016-2019 között elnöki pozíciót tölt be a Smart Solutions Klaszterben.
Urbanisztika szakértő, mentor pozícióból támogatta 2 éven keresztül a Design Terminal Nemzeti Kreatív Központot, városinnovációs és Smart City projektek koordinálásában, városszervezési rendszerek összekapcsolásában. Design és technikai innováció kapcsolatában, kutatások levezénylésében és rendezvények koordinálásában vett részt.
2015-től tagja A Royal Institution of Chartered Surveyors (RICS) szervezetnek.
Három évet töltött vezető szakértőként a Magyar Nemzeti Kereskedőház Zrt.-nél, a következő témákat érintve: integrált szolgáltatások összeállítása, Smart City technológiák, településfejlesztés és településüzemeltetés.

## Politikai tevékenysége és korrupciós gyanú
2006-tól 2019-ig kerületi képviselő a Budapest II. Kerületi Önkormányzatnál.
2022. május 25-étől az Építési és Beruházási Minisztérium, 2022. december 1-től az Építési és Közlekedési Minisztérium építészeti államtitkára, országos főépítész.
A Partizán oldalán 2024 novemberében jelent meg az a videó, amelyben Bátonyi Péter művészettörténész, műemlékvédelmi szakember, nyilatkozik az általa tapasztalt visszaélésekről. Ebben Lánszki neve is felmerült, akit Bátonyi Péter fel is jelentett a Ferenc körúti egykori Mária Terézia laktanya (ismertebb nevén: Kilián laktanya) ügyében, Bátonyi a feljelentést nyilvánossá tette. A gyanú szerint Lánszki a testvére, Lánszki Csenge által készített, a műemlékvédelmi jogszabályokat figyelmen kívül hagyú tervek megvalósulását próbálta segíteni - többek között - azzal, hogy a védettség lefokozására (akkori terminológia szerint kiemelten védett műemlék kategóriából védett műemlék kategóriába) utasította beosztottjait. Ezzel kapcsolatban Bátonyi és a Partizán néhány bizonyítékot is nyilvánosságra hozott. A Hild József által tervezett épület lefokozása szakmailag indokolatlan volt, mindenesetre a módosítás 2024 nyarán megtörtént. Lánszki tagadta a vádakat, de érdemben nem cáfolta meg azokat, Bátonyit a Pártizán-videó előzetesének megjelenése után azonnal kirúgták.

## Interjúk
”Ez nem egy egyszemélyes munka” – interjú Lánszki Regő építészeti államtitkárral. (Hozzáférés: 2022. július 27.)
https://mandiner.hu/cikk/20230104_minosegi_szigor_johet_az_epitoiparban_lanszki_rego_a_mandinernek